# Ghiacciaio Forel
Il ghiacciaio Forel (in inglese Forel Glacier) è un ghiacciaio lungo circa 7 km e largo 2,4, situato sulla costa di Loubet, nella parte occidentale della Terra di Graham, in Antartide. Il ghiacciaio, il cui punto più alto si trova 299 m s.l.m., fluisce verso sud-ovest fino ad entrare nella baia Blind.

## Storia
Il ghiacciaio Forel è stato grossolanamente mappato nel 1936 durante la Spedizione britannica nella Terra di Graham, comandata da John Rymill, e solo nel 1949 una spedizione del British Antarctic Survey, che all'epoca si chiamava ancora Falkland Islands and Dependencies Survey, raggiunse le sue pendici e lo mappò più dettagliatamente. In seguito il ghiacciaio fu battezzato con il suo attuale nome in onore di François-Alphonse Forel, un fisico e scrittore svizzero, prima presizione della Commissione internazionale dei ghiacciai nel 1894.